# Mike Losness
Mick Losness est un surfeur professionnel américain né le 5 février 1981 à Laguna Beach en Californie aux États-Unis.

## Palmarès

### Titres
Néant

### Victoires
- WQS : Van's Pier Classic, Huntington Beach, californie, États-Unis (WQS 6 étoiles)

### Championnats
- 2008 : 48e en WQS
- 2008 : 16e ASP North America

## Saison 2009

### Objectif
Son objectif 2009 : accéder a l'ASP World Tour